# イディオットビル
イディオットビル（英語: Idiotville, Oregon）は、アメリカ合衆国オレゴン州ティラムック郡のゴーストタウン。オレゴン州道6号線沿い、ウィルソン川のイディオットクリークの河口付近に位置する。標高は400メートル（1,200フィート）。珍しい地名で知られる。

## 背景
イディオットビルはポートランドから西北西へ約80キロメートル離れた、ティラムック郡とワシントン郡の郡境付近に広がるティラムック州立森林にある。非常に辺鄙な場所で「ここで働くのは愚か者（Idiots）だけだ」と言われていたことから、ここのキャンプはイディオットビルと呼ばれるようになった。また名前は小川にも転用された。1977年、アメリカ地名委員会の公式地理名鑑に掲載された。
800メートル上流にはライアンズ・キャンプと呼ばれる伐採キャンプがあり、ティラムック火災の救出作業にあたった。